# Frogger Beyond
Frogger Beyond, conocido en Japón como Frogger (フロッガー Furoggā?), es un videojuego de plataformas publicado por Konami para Nintendo GameCube y Xbox, en diciembre de 2002; para Windows, en marzo de 2003 (en Estados Unidos), y para PlayStation 2 en junio de 2003. Es una secuela en la serie de juegos de Frogger.
- Datos: Q5505258